# Gram (épée)
Pour les articles homonymes, voir Gram.
Dans la mythologie nordique, Gram (du norrois Gramr : « courroucé », « hostile »), Balmung, ou parfois Adelring (en allemand « anneau de noblesse », ou en norrois « noble épée »), est le nom d'une épée légendaire. 
Elle est forgée par Völund et appartient au héros Sigmund, avant d'être brisée en deux. Son fils Siegfried la répare ensuite et s'en sert pour tuer notamment le dragon Fáfnir, ainsi que son frère Regin.
Illustration du motif de l'épée de puissance divine, au destin de laquelle le héros est lié, elle apparaît dans de nombreuses œuvres de fiction modernes. Dans ses Aventures de Lydéric, grand forestier de Flandre, Alexandre Dumas fait par exemple de Balmung l'épée du héros éponyme. 

## Attestations

### Mythologie scandinave

#### Völsungasaga

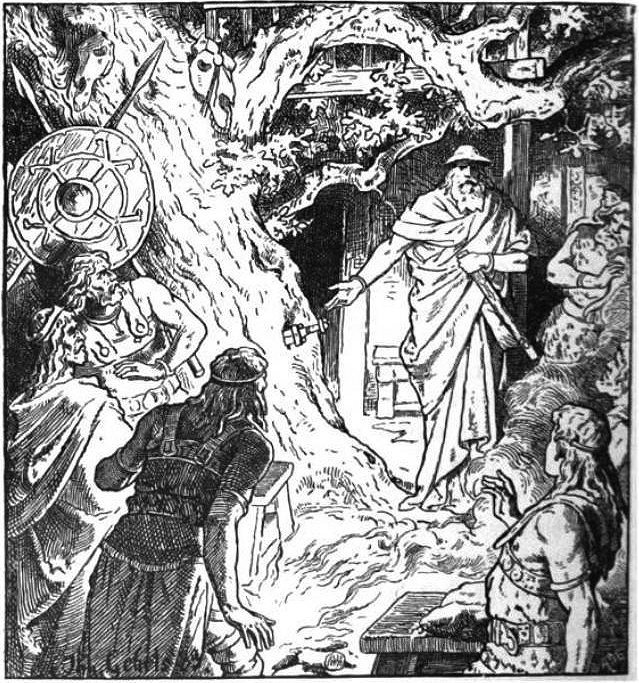
"L'épée de Sigmund" (1889) par Johannes Gehrts.

Au cours des noces de Signý, la fille du roi Völsungr, avec Siggeir, qui régnait sur le Gothland, Óðinn planta l'épée Gramr dans le tronc d'un arbre et fit la prédiction que celui qui la retirerait détiendrait une épée sans égale. Mais seul le fils de Völsungr, Sigmundr, y parvint. Il est indiqué que Gram mesure 7 empans, soit environ 1,40m.
Le Hyndluljóð évoque ainsi le don de l'épée :
|  | |
|  | « Freyja dit: 2. Prions Herjafödr De garder bonne humeur; C'est lui qui concède et donne L'or aux guerriers; Il donna à Hermódr Heaume et broigne, Et à Sigmundr Une épée en cadeau. » |

Lors de son dernier combat, contre les fils de Hundigr, Sigmundr affronte Odin et brise son épée en deux sur la lance de celui-même qui l'avait armé.

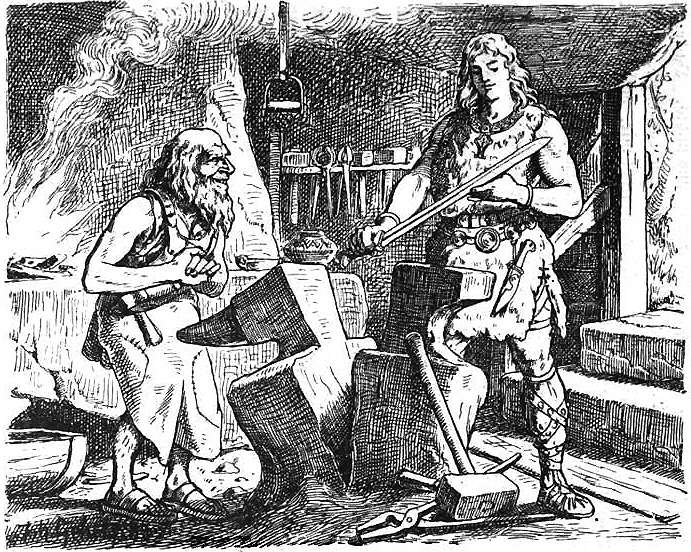
"Sigurd éprouve son épée Gram" (1901) by Johannes Gehrts.

Par la suite, Regin forge une épée pour Sigurðr afin qu'il tue Fáfnir. Mais par deux fois, Sigurðr brise l'épée que lui tend Regin sur son enclume. Il se rend alors auprès de sa mère qui lui confirme qu'elle détient les deux pièces de l'épée Gramr et les lui donne. Regin réussit alors à forger une épée que Sigurðr ne peut casser. Dans le Skáldskaparmál (6), Snorri Sturluson écrit :

« […] elle était si acérée que, quand Sigurðr la plongea dans un cours d'eau (le Rhin), elle trancha en deux une bourre de laine qui, poussée par le courant, venait dériver sur son fil. Avec cette épée, Sigurðr pourfendit ensuite l'enclume de Regin de part en part jusqu'au billot. »

Sigurðr parvient ensuite à tuer le dragon en creusant une tranchée depuis laquelle il le transperce. Le Fáfnismál rapporte le dialogue suivant, qui insiste sur le rôle de l'épée dans la victoire de Sigurðr:

« Sigurðr : Tu t'es écarté au loin, tandis que je teignais ma forte épée dans le sang de Fafnir; tu te reposais sur la bruyère pendant que mon bras puissant luttait contre ce formidable dragon. »

« Regin : Bien longtemps encore ce vieux Jote serait resté couché sur la bruyère, si tu n'avais pas eu recours à cette épée bien affilée que j'ai forgée pour toi. »

À la suite de cette dispute, Sigurðr comprendra la trahison de Regin et le tuera également.
Quand Sigurðr se marie avec Brynhildr pour le compte de Gunnar, et afin de ne pas le déshonorer, il tire l'épée Gramr de son fourreau et la pose entre lui et sa femme.
Enfin, alors que Sigurðr est assassiné dans son sommeil par Guthorm, il saisit Gramr et la lance de telle sorte qu'elle le coupe en deux.

#### Contes danois
Alors qu'il recherche une épée pour combattre le lindorm, roi gothique Diderik découvre l'épée Adelring sur une colline. Il reconnaît en elle l'épée du roi Sigfrid et parvient à vaincre le serpent,.
Dans le poème de Sivard et Brynild, Gramr est également nommée Adelring. Brynild réclame à son époux Hagen la tête de Sivard, mais seule l'épée de celui-ci peut le blesser. Hagen réclame donc Adelring sous le prétexte d'une expédition. Sivard la lui prête, mais le prévient :

« Ma bonne épée, - elle s'appelle Adelring, je te la donne. - Cependant garde-toi des gouttes de sang - ici à la poignée. […] - elles sont rouges, - si elles coulaient sur ton petit doigt, - ce serait ta mort. »

Hagen reçoit l'épée et aussitôt tue son frère d'armes. Pris de remords, il tue sa femme puis lui-même avec Adelring.

### Tradition germanique

#### Nibelungenlied
Dans le Nibelungenlied, Siegfried fait l'acquisition de Balmung au cours d'un voyage en partageant le trésor des Nibelungen entre les deux frères Schilbung et Nibelung. Ceux-ci lui offrent l'épée Balmung (93). Toutefois, il n'y parvient pas, et doit bientôt se battre avec les guerriers Nibelungen qu'il défait grâce à l'épée  (95).
Il est à plusieurs reprises précisé que Balmung est originellement l'épée de Nibelung(93; 2347-2348).
Lors de la funeste partie de chasse du héros, l'épée est décrite :
|  | |
|  | 955. Il portait également Balmung, une épée large et joliment ouvrée. Elle était si acérée que jamais elle ne manquait son effet quand elle frappait sur les heaumes : les tranchants en étaient solides. Le superbe chasseur était d'humeur fière et joyeuse. |

Par la suite, Hagen assassine le héros penché afin de boire, non sans avoir auparavant éloigné l'arc et l'épée de celui-ci (980). Sans cela, le héros Siegfried aurait bien vengé son meurtre (986).
Bien plus tard, lors d'une fête chez Etzel, Hagen montre ostensiblement l'épée de Siegfried afin de provoquer Kriemhild :
|  | |
|  | 1783. L'orgueilleux Hagen posa en travers de ses genoux une épée resplendissante, dans le pommeau de laquelle brillait un jaspe étincelant, plus vert que l'herbe. Kriemhild reconnut très bien que c'était l'épée de Siegfried. 1784. Quand elle eut reconnu l'épée, elle eut tout lieu d'être plongée dans l'affliction. La poignée était d'or, le fourreau était orné d'un orfroi rouge. Cela lui rappelait son deuil; elle commença à pleurer. Je pense que c'est dans cette intention que le hardi Hagen avait agi. |

Lors d'un de ses derniers combats chez les Huns, il est précisé que Hagen se bat encore en utilisant l'épée du héros de Néerlande :
|  | |
|  | 2305. Il asséna à Hildebrand un tel coup qu'on entendit résonner Balmung, l'épée que le hardi Hagen prit à Siegfried lorsqu'il abattit le héros. Le vieil homme se défendit; il était très brave. |

C'est enfin avec cette épée, retournée entre les mains de Kriemhild, que Hagen est finalement décapité :
|  | |
|  | 2372. Elle dit : « Vous avez bien mal payé la dette que vous aviez contractée envers moi. Je garderai du moins l'épée de Siegfried. Mon doux bien-aimé la portait lorsque je le vis pour la dernière fois. En le perdant, j'ai par votre faute souffert douleur profonde. » 2373. Elle tira l'épée du fourreau : Hagen ne put l'en empêcher. Elle avait décidé d'ôter la vie au guerrier. Elle brandit l'épée au-dessus de sa tête et la lui trancha. Le roi Etzel la vit faire ; il en fut profondément affligé. |

#### Der Ring des Nibelungen

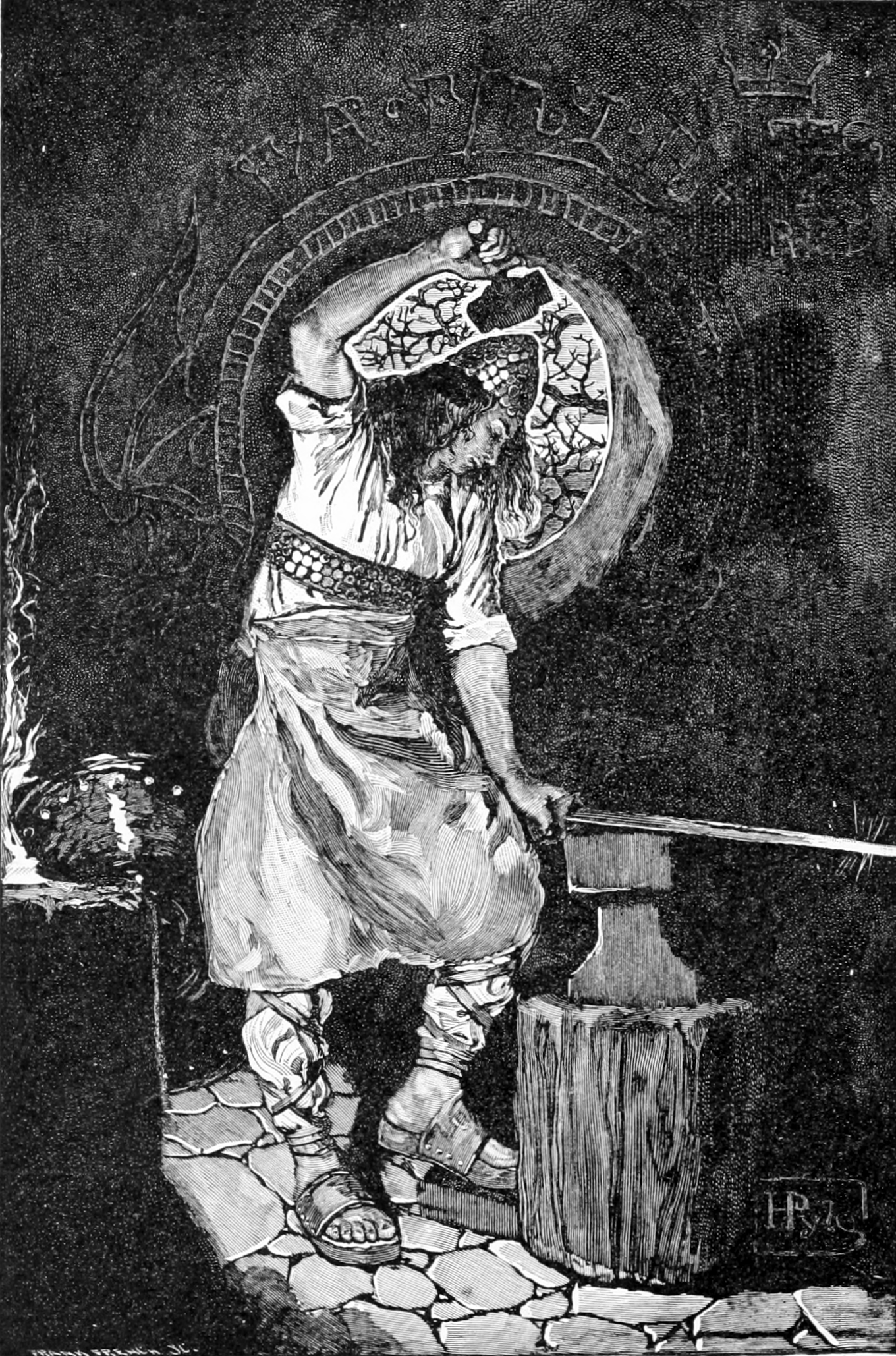
Le forgeage de Balmung, Howard Pyle (1899)

Alors que Siegmund se retrouve désarmé chez le mari de sa sœur, celle-ci lui fait part de la venue de Wotan à son mariage. Dans des circonstances similaires à celles du don de Gram dans la Völsungasaga, le dieu défie l'assistance et plonge l'épée dans le bois d'un frêne. Siegmund s'en empare alors durant la nuit.
Par la suite, Fricka exige de Wotan qu'il ne vienne pas en aide à son fils Siegmund. Il s'y refuse tout d'abord, évoquant l'épée magique :
|  | |  | |
|  | WOTAN Ich kann ihn nicht fällen, er fand mein Schwert. FRICKA Entzieh dem den Zauber, zerknick es dem Knecht ! Schutzlos schau ihn der Feind ! |  | WOTAN Je ne puis pas le perdre : Il prit mon glaive ! FRICKA Retire le charme, Et brise le fer : Siegmund soit désarmé ! |

Wotan envoie en conséquence Brünnhilde annoncer à Siegmund sa mort prochaine et son accueil au Walhalla. Celui-ci ne veut pas croire, étant détenteur de l'épée Notung, qu'il puisse être défait par Hunding. La Valkyrie lui annonce alors que c'est celui-là même qui a offert l'épée qui a pris cette décision. Pourtant, Siegmund refuse d'abandonner Sieglinde et finit par rallier Brünnhilde à sa cause.
Néanmoins, au cours du duel, et alors que Siegmund semble l'emporter sur Hunding, Wotan intervient et brise la lame de Notung. Désarmé, Siegmund est tué par son adversaire.

## Motifs mythologiques

### Symbole régalien

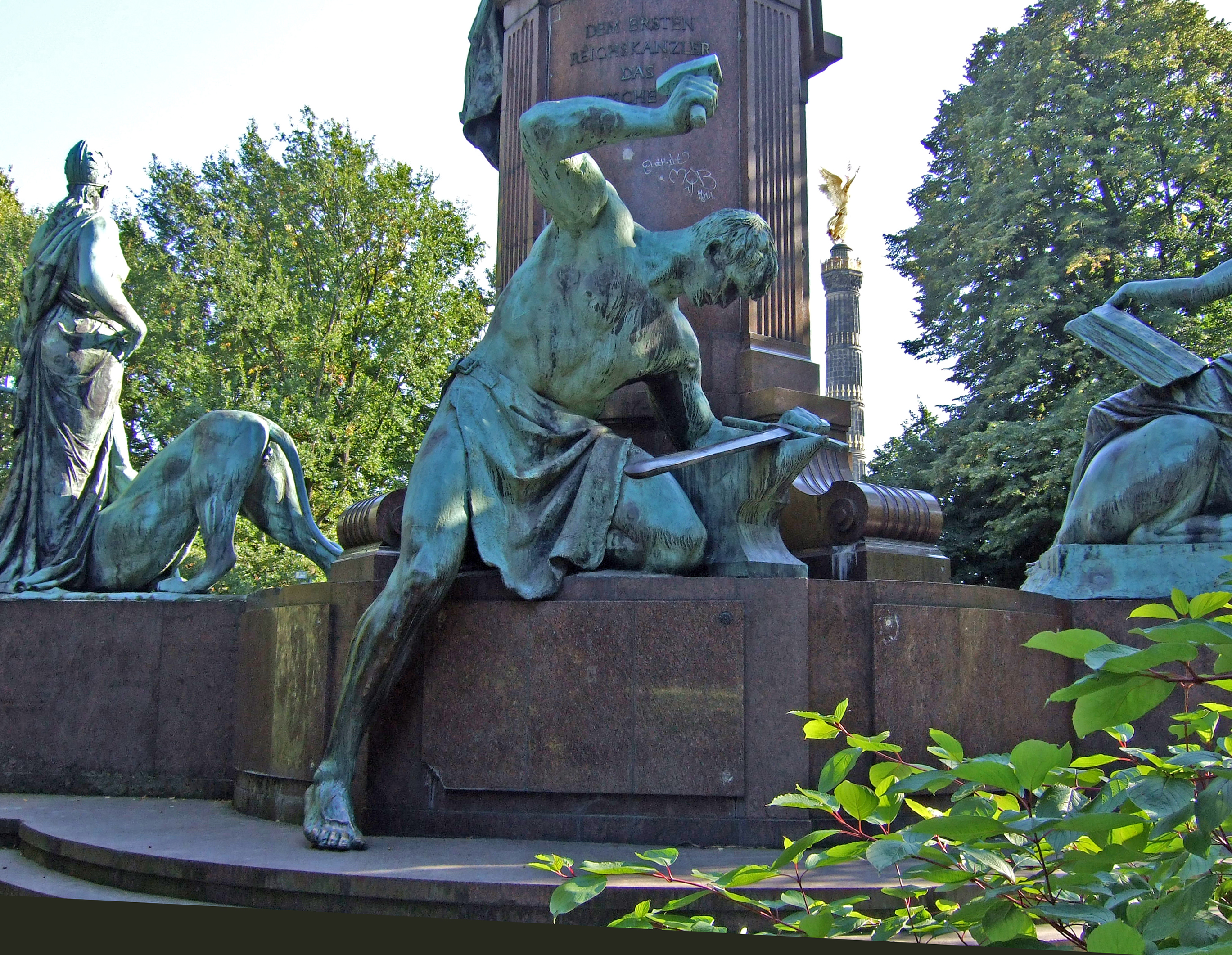
Statue de Siegfried forgeant l'épée impériale au Mémorial de Bismarck, par Reinhold Begas (1901), Berlin

Dans le Nibelungenlied, écrit à l'époque des Hohenstaufen, Balmung s'apparente à la Reichsschwert, dont le fourreau finement décoré raconte l'histoire des empereurs de Charlemagne à Henri III du Saint-Empire.
Ainsi, l'acquisition de ce symbole du pouvoir exécutif impérial par Siegfried, de moins noble naissance que les Nibelungen, décrit sa prise du pouvoir. Sa perte au profit de Hagen correspond elle à une transition dynastique.

### L'épée faillible
Balmung semble remplir le rôle, récurrent dans les récits épiques, de l'épée infaillible, grâce à laquelle le héros occis de nombreux adversaires. Néanmoins, Balmung n'est pas infaillible et, comme l'épée d'Arthur ou de Beowulf, elle est brisée en deux lors du combat fatal de Siegmund contre Hunding. Ce motif, répété de nombreuses fois dans les épopées et les sagas, permet vraisemblablement un retournement de situation sans que ne puisse être évoqué un manquement (de force, de courage) du héros.

### L'arme déicide
Un autre motif semble apparaître qui comprend Gram : celui du meurtre d'une divinité à l'aide d'une arme spécialement créée à cet effet. C'est un motif commun aux épées Caledfwlch (ou Excalibur), Tyrfing et Gram, suivant lequel l'arme est toujours d'origine surnaturelle et souvent associée à la foudre ou la lumière. Dans la Völsungasaga, Sigurd remplirait donc le rôle du héros, Gram de l'arme déicide, et Regin et Fafnir des divinités occises.

## Influences modernes
Le motif de l'épée brisée, suivant lequel une épée appartenant au père est brisée puis réparée par le fils, se retrouve dans la littérature fantastique du XXe siècle. Dans le roman Le Seigneur des anneaux, l'épée d'Isildur (roi du Gondor) descendant d'Elendil, Narsil, qui fut brisée lors d'une antique bataille par Sauron, devient Anduril (la flamme de l'ouest) après être reforgée par les forgerons de Rivendell pour le rôdeur Aragorn, fils d'Arathorn et héritier d'Isildur, qui par là prouve sa filiation royale et peut accéder au trône. Plus encore que de la légende d'Arthur, J.R.R. Tolkien s'est vraisemblablement inspiré de la Völsungasaga et du rôle généalogique qu'y joue Gram pour son œuvre.
Gram apparaît dans de nombreuses œuvres de fiction, notamment dans des jeux vidéo : Castlevania: Symphony of the Night, Castlevania: Aria of Sorrow (sous la forme de deux épées différentes), Warframe, Valkyrie Profile, Ragnarok Online, Magicka, SoulCalibur (portée par Siegfried Stauffen), Baldur's Gate II: Throne of Bhaal (sous l'appellation « Gram de la douleur »), Fire Emblem: Genealogy of the Holy War, Hellblade: Senua's Sacrifice, le manga Les Chevaliers du Zodiaque, RuneScape.